# Anita Lindblom
Anita Lindblom (14 décembre 1937 à Hille, Suède - 6 septembre 2020 à Mandelieu-la-Napoule, France) est une actrice et chanteuse suédoise.

## Biographie

### Enfance et formation
Anita Eleonora Lindblom est née à Hille, dans la paroisse de Gävle Staffans (Gävle, Suède). Sa mère, Elsy Lindblom, n'est alors âgé que de 17 ans et confit l'enfant à sa propre mère, Edit Lindblom qui exerce la profession de tisserande. Sa famille déménage à Uppsala au bout de 2 ans puis à Stockholm lorsqu'elle a huit ans. Sa grand-mère lui achète un piano et Anita Lindblom suit les cours d'une école de ballet dirigée par Maj Dijer.

### Carrière musicale
Lindblom participe à un concours et obtient une audition pour le Södra teatern comme danseuse. Retenue, elle effectue la tournée estivale de la troupe. En 1954, elle auditionne pour le spectacle de la revue Casino et est à nouveau retenue. Elle noue une relation avec le directeur du ballet,Sven Lykke, pendant les répétitions et se retrouve enceinte à 17 ans. Elle l'épouse et donne naissance à son fils Jorgen en mai 1955. En 1956, elle enregistre son premier disque avec la chanson Ljuva ungkarlstid/En hemvävd stillsam tös sur le label Polydor. En 1957, Anita Lindblom elle joue son premier spectacle de revue avec Sven-Bertil Taube au restaurant Bacchi Wapen. En 1957, elle fait une percée grâce à la revue Scala (spectacle) (sv) où elle chante När den svenska flickan kysser, kysser hon med öppen mun (traduction Quand la Suédoise embrasse, elle embrasse la bouche ouverte),. C'est une artiste polyvalente et avec ce premier succès dans une revue, Hagge Geigert (sv) l'engage immédiatement à Uddevalla et ensuite elle joue Kar de Mumma (sv) au théâtre Folkan (sv),. C'est ainsi qu'elle a pratiqué le ballet avant de percer dans la musique.
Cinq années après son premier disque, elle passe à la maison de disques Karusell et son premier disque sous ce label, une version suédoise du hit mondial d'Edith Piaf, Milord, remporte un très grand succès. L'enregistrement de Lindblom se retrouve à la 17e place sur la liste des ventes du magazine de l'industrie Show Business. Un autre de ses enregistrements sur Karusell, Det hav stjørnna sahat, se place dans les hits en février 1961. Après quelques autres enregistrements sur Karusell, elle est transférée à la maison de disques Fontana. Elle achète une maison à  Lidingö qu'elle nommera Villa Fontana.
En octobre 1961, elle enregistre Sånt er liett avec l'orchestre de Sven-Olof Walldoff (sv), une reprise suédoise de You Can Have Her de Roy Hamilton (en) de la même année. Stikkan Anderson en a écrit les paroles suédoises de la mélodie de Bill Cook (manager de Roy Hamilton). C'est un succès historique et le titre est numéro un pendant plusieurs semaines dans Show Business. Il est aussi numéro un du Top Ten pendant quatre semaines. La chanson a été votée dans un sondage parmi les auditeurs de la radio comme la plus grande chanson à succès suédoise de tous les temps. Le single est même numéro 1 dans les classements en Norvège en 1962. Sa version allemande Laß die Liebe aus dem Spiel (enregistrée en février 1962) est aussi un succès, culminant à la 13e place du classement des ventes ouest-allemandes. L'année suivante, elle rencontre encore du succès en Allemagne avec Cigarettes, qui culmine 17e rang des classements. En Allemagne de l'Ouest, elle sort dix disques; le dernier en 1968 était une version allemande du hit La Bambola de la chanteuse italienne Patty Pravo , mais c'est la version originale chantée par  Pravo qui entre dans le tableau des ventes allemand.
En Suède, Anita Lindblom connaît également un grand succès en interprétant, avec l'orchestre de Marcus Österdahl, Balladen om den blå baskern (traduction : La Ballade du béret bleu) (1966), Minns du den sågen (1967), Kring de små husen i gränderna vid hamnen (traduction : Autour des petites maisons dans les ruelles du port) (1968), Ja det var då... (traduction : Oui c'était alors ...) (1968), Säg ja, Cherie (traduction : Say Yes, Cherie) (1969) et En dans på rosor (traduction : A Dance with Roses) (1971).

### Carrière d'actrice
Elle apparaît dans treize films entre 1957 et 1974.

### Vie privée
Lindblom a épousé le boxeur Bo Högberg. Impliquée dans des fraudes fiscales, elle a fui la Suède en 1969 mais y revient dans les années 1970 pour le film Rännstensungar et une émission publicitaire au Hamburger Börs à Stockholm. Pendant une période, elle a vécu avec l'acteur et réalisateur Gunnar Hellström.
Lindblom se retire des projecteurs au début des années 1980 et s'est senti persécutée par les médias après avoir écrit sur les problèmes de dettes fiscales, les amours et les dépressions nerveuses. Elle refuse les nombreuses offres répétées de retour sur scène. Elle vit ses 35 dernières années à Théoule-sur-Mer et n'a pas visité la Suède pendant de nombreuses années. Elle a eu l'intention de déménager aux États-Unis et d'y commencer une nouvelle carrière, mais lors du déménagement, sa maison suédoise est démolie et elle est donc restée en France. Elle a ensuite dépensé beaucoup de temps et d'argent pour poursuivre l'entreprise de déménagement suédoise, en vain. Elle a précisé qu'elle n'avait pas l'intention de chanter à nouveau ou de retourner en Suède tant qu'elle n'aurait pas reçu d'indemnisation pour ses meubles détruits.
Lindblom est décédée le 6 septembre 2020 en France, où elle vivait depuis 1969,. Elle a été inhumée le 12 novembre 2023.

## Discographie
- 1961 – Sånt är livet
- 1964 – Anita Lindblom
- 1965 – På mitt sätt - Svenska folkvisor
- 1968 – Ja, det var då...
- 1970 – Små, små bubblor
- 1971 – Sakta ska våren närma sej
- 1973 – Anita Lindblom sjunger Edith Piaf
- 1974 – Anita sjunger Jules Sylvain (CD 2003)
- 1974 – En dans på rosor
- 1975 - Jul med tradition (sv) (réédition CD 2001)
- 1976 – Anita Lindblom på Börsen (CD 2002)
- 1977 – Kom i min famn
- 1978 – L'ove in the Shadows
- 1982 – Anita sjunger Gospel på svenska (CD 2004)
- 1989 – 27 av Anita Lindbloms bästa!
- 1991 – Anita Lindblom
- 1994 – Svenska favoriter - Anita Lindblom
- 1999 – Minns du den sången (double CD)
- 2004 – Anita Lindblom 25 bästa
- 2006 – Anita Lindblom

## Filmographie
- 1957 - Räkna med bråk (sv)
- 1957 – Åsa-Nisse i full fart (sv), (även sångare) : Myran
- 1958 - Jazzgossen (film) (sv) : Lily
- 1958 - Le Mannequin en rouge : Monika, le mannequin
- 1961 - Vi fixar allt (sv) : Annika, l'adolescente mannequin
- 1963 - Tre dar i buren (sv) : Eva
- 1964 - Blåjackor (sv) : Carmen
- 1964 - Tre dar på luffen (sv) :  Britta (fille de Per-Axel) et sa sœur jumelle Sonja
- 1966 - Trettio pinnar muck (sv) : Kristina Kalling
- 1970 - Une histoire d'amour suédoise : Eva, la tante d'Annika
- 1974 - Rännstensungar (sv) : Ingrid Sanner, l'assistante sociale